# Bandera d'Indonèsia
La bandera d'Indonèsia està composta de dues bandes horitzontals, la de sobre és de color vermell i la de sota blanca. Fou reconeguda oficialment el 1949.
El vermell i el blanc són els colors d'un antic estendard javanès. Es pot trobar en una inscripció que prové de la zona est de Java datada el 1294, anomenada de Kudadu, que relata la rebel·lió de 1292 del príncep Jayakatwang de Kediri contra el rei Kertanegara de Singasari, al final d'aquest reialme, i la fundació del de Majapahit. Aquesta inscripció menciona l'ús d'estendards vermells i blancs. Fou aquest estendard el que van triar els nacionalistes indonesis per crear la bandera del nou país.
És una bandera que s'assembla molt a la de Mònaco i a la de Polònia, tot i que amb proporcions diferents.

## Banderes històriques

Bandera del Regne Pagaruyung (1347 - 1825)
Bandera del Regne de Bali (914 - 1908)
Bandera de l'Imperi Majapahit (1293 - 1527)
Bandera del Sultanat d'Aceh (1496 - 1903)
Bandera del Sultanat de Gowa (1320 - 1905)
Bandera del Sultanat de Banjar (1520 - 1905)
Bandera del Sultanat de Banten (1527 - 1813)
Bandera del Sultanat de Mataram (1586 - 1755)
Bandera de la Companyia Neerlandesa de les Índies Orientals (1610 - 1798)
Bandera (naval) de la República Batava (1798 - 1806)
Bandera del Primer Imperi Francès durant l'ocupació francesa de la República Batava durant les Guerres Napoleòniques (1806 - 1811)
Bandera de l'Imperi Britànic durant l'ocupació durant les Guerres Napoleòniques (1811 - 1815)
Bandera de les Índies Orientals Neerlandeses dins del Regne dels Països Baixos (1815 - 1942)